# مارتن فليتشير
مارتن فليتشير (بالإنجليزية: Martin Fletcher)‏ هو مراسل وصحفي بريطاني، ولد في 1947 في لندن في المملكة المتحدة.

## وصلات خارجية
- مارتن فليتشير على موقع IMDb (الإنجليزية)